# Травневе (Кропивницький район)
Тра́вневе — село в Україні, в Компаніївській селищній громаді Кропивницького району Кіровоградської області. Населення становить 151 осіб. До 2020 орган місцевого самоврядування — Виноградівська сільська рада.

## Населення
Згідно з переписом УРСР 1989 року чисельність наявного населення села становила 158 осіб, з яких 72 чоловіки та 86 жінок.
За переписом населення України 2001 року в селі мешкало 150 осіб.

### Мова
Розподіл населення за рідною мовою за даними перепису 2001 року:
| Мова       | Відсоток |
| ---------- | -------- |
| українська | 98,68 %  |
| російська  | 1,32 %   |

## Постаті
- Клюй Василь Семенович (* 1927) — український учений, кандидат економічних наук, професор.